# Jean-Marie Guyau
Jean-Marie Guyau (n. 28 octombrie 1854, Laval, Pays de la Loire, Franța – d. 31 martie 1888, Menton, Alpes-Maritimes, Franța) a fost un filosof și poet francez.
A fost inspirat de filosofia lui Epicur, Epictet, Platon, Kant, Herbert Spencer și Alfred Fouillée, și de poezia lui Pierre Corneille, Victor Hugo și Alfred de Musset.
Guyau a avut primul contact cu scrierile lui Platon și Kant, ca și cu istoria religiilor și a filosofiei în tinerețe, prin intermediul tatălui său vitreg, filosoful Alfred Fouillée.
Datorită mediului în care a fost crescut, a obținut licența în litere la vârsta de 17 ani, tot când a și tradus compendiul lui Epictet. La vârsta de 19 ani a publicat lucrarea de 1300 de pagini "Mémoire", pentru care a primit în anul 1874 un premiu din partea Academiei Franceze de Științe Morale și Politice și care l-a ajutat să obțină un post de profesor de filosofie la Lycée Condorcet. Dar acolo a stat puțin, deoarece s-a îmbolnăvit de o boală pulmonară. Pentru recuperare, a plecat în sudul Franței, unde a rămas până la moarte - la vârsta de 33 de ani.
Mama sa, Augustine Tuillerie (care s-a măritat cu Fouillée după ce Guyau s-a născut), a publicat în 1877 „La Tour de France par deux enfants”  sub pseudonimul G. Bruno.
Soția lui Guyau a publicat nuvele pentru tineri sub pseudonimul „Pierre Ulric”.
A fost tatăl filosofului Augustin Guyau (1883-1917).

## Scrieri
- Essai sur la morale littéraire, 1873.
- Mémoire sur la morale utilitaire depuis Epicure jusqu'à l'ecole anglaise, 1873
- Première année de lecture courante, 1875.
- Morale d'Epicure, 1878.
- Morale anglaise contemporaine, 1879.
- Vers d'un philosophe.
- Problèmes de l'esthétique contemporaine, 1884.
- Esquisse d'une morale sans obligation ni sanction, 1884.
- Irréligion de l'avenir. 1886, engl. The Non-religion of the future, New York, 1962
- Education et Heredite. Etude sociologique, Paris, 1902